# Elena Gaskell
Elena Gaskell (Vernon, 17 settembre 2001) è una sciatrice freestyle canadese, specializzata in slopestyle, big air e halfpipe.

## Biografia
Originaria di Vernon e attiva a livello internazionale dal febbraio 2016, Elena Gaskell ha debuttato in Coppa del Mondo il 12 febbraio 2017, giungendo 17ª in slopestyle a Québec. Il 7 settembre 2018 ha ottenuto il suo primo podio, nonché la sua prima vittoria, nel massimo circuito, imponendosi nel big air di Cardrona. Nella stessa stagione di Coppa del Mondo 2018-2019 si è aggiudicata la Coppa del Mondo di big air.
In carriera non ha mai debuttato ai Giochi olimpici invernali e ha preso parte a un'edizione dei Campionati mondiali di freestyle.

## Palmarès

### Coppa del Mondo
- Vincitrice della Coppa del Mondo di big air nel 2019
- Miglior piazzamento in classifica generale: 18ª nel 2022
- Miglior piazzamento nella Coppa del Mondo di slopestyle: 8ª nel 2018 e nel 2020
- Miglior piazzamento nella Coppa del Mondo di halfpipe: 29ª nel 2022
- 4 podi:
  - 1 vittoria
  - 3 secondi posti

#### Coppa del Mondo - vittorie
| Data             | Luogo    | Paese         | Disciplina |
| ---------------- | -------- | ------------- | ---------- |
| 7 settembre 2018 | Cardrona | Nuova Zelanda | BA         |

Legenda:

BA = big air